# جاشوا ایگل
 جاشوا ایگل (انگلیسی: Joshua Eagle؛ زاده ۱۰ مهٔ ۱۹۷۳) یک تنیس‌باز اهل استرالیا است.